# Camille Le Tallec
Pour les personnes ayant le même patronyme, voir Le Tallec.
Camille Le Tallec, né le 9 novembre 1906 à Paris et mort le 21 août 1991 à Charenton-le-Pont, est un céramiste et décorateur sur porcelaine français.

## Biographie

### Origines et formation
Camille Le Tallec naît rue Piat dans le quartier de Belleville à Paris, d'un père breton issu d'une famille de Keryado (rattaché en 1901 à Lorient) près de Plœmeur peintre sur porcelaine et d'une mère picarde. Il fait ses études au lycée Voltaire, puis vit de petits métiers. Il est diplômé de l'École du Louvre où il soutient en 1929 une thèse sur la porcelaine de Nast au XVIIIe siècle,. Il reprend ensuite en 1930, le petit atelier familial de décoration sur porcelaine de Limoges fondé par ses parents vers 1905 dans le 20e arrondissement de Paris, au 13, villa Faucheur. Rapidement, Camille Le Tallec décide de perpétuer fidèlement la tradition de décoration sur porcelaine de la manufacture de Sèvres en transformant l'entreprise artisanale familiale en atelier de céramique moderne d'une trentaine de peintres dépositaires de la tradition et du savoir-faire français de la peinture sur porcelaine du XVIIIe siècle et du XIXe siècle,. L'atelier Le Tallec aura pour devise : « Ni copies, ni pastiches, simplement du travail bien fait. »

### L'atelier Le Tallec
De 1930 à 1960, l'atelier Le Tallec prend de l'ampleur et sa renommée s'étend aux tables les plus prestigieuses avec notamment des commandes réalisées pour la reine Élisabeth II d'Angleterre, les rois Mohammed V et Hassan II du Maroc, la reine de Hollande Juliana, le prince du Qatar Abdelaziz bin Ahmed Al Thani, le Shah d'Iran Mohammad Reza Pahlavi, la République française, la Ville de Paris, et quelques grandes fortunes ou artistes,,. Il crée également à cette époque des décors spéciaux pour la chocolaterie La Marquise de Sévigné, le parfumeur Marcel Rochas ou la maison d'orfèvrerie Puiforcat. En 1961, Camille Le Tallec entame une longue collaboration avec le joaillier américain Tiffany & Co qui aboutira en 1990 à l'achat et à l'intégration de l'atelier Le Tallec au sein de l'entreprise.
Vers 1975, la zone villa Faucheur-rue Piat est l'objet d'un important plan municipal d'aménagement urbain destiné à créer un parc immobilier de type HLM aboutissant à la destruction des maisons et ateliers anciens. Avec l'aide de Jacques Chirac qui vient d'être élu maire de la ville, Camille Le Tallec décide de transférer en 1978 l'atelier de la villa Faucheur dans des locaux annexes de l’école Boulle au 67, rue de Reuilly (cour d'Alsace-Lorraine) dans le 12e arrondissement. Ce déménagement dans des locaux plus adaptés ouvre une nouvelle époque de modernisation dans les processus de réalisation des décors avec l'utilisation de nouveaux fours électriques et créations de nouveaux décors contemporains. En contrepartie de cette aide municipale, Camille Le Tallec s'est chargé d'organiser l'animation d'un centre de l'Association pour le développement de l'animation culturelle (ADAC), présent dans la cour d'Alsace-Lorraine, où sont donnés des cours de dessins et de peinture sur porcelaine.
Camille Le Tallec, au cours de ses soixante ans de carrière de « céramiste », comme il se définissait lui-même (bien que littéralement inapproprié), a ainsi maintenu la tradition française de la décoration sur porcelaine en revisitant, transmettant et préservant les techniques de réalisation de quelque 375 décors historiques et originaux signés aux marques Le Tallec. Camille Le Tallec n'a que très peu effectué lui-même les décors sur porcelaines qu'il concevait, se limitant à imaginer et dessiner leurs esquisses qui étaient ensuite réalisées par les peintres de l'atelier. Toutefois, il réalise seul sur des plaques de lave le chemin de croix de l'église Notre-Dame-de-la-Paix à Saint-Étienne d'après les dessins des vitraux réalisés par Théo Hanssen,. Après sa mort en 1991, l'atelier est entièrement géré par Tiffany & Co, qui a créé de nouvelles séries de décors originaux, ainsi que transféré l'atelier, en 1995 pour sa troisième époque, sous le Viaduc des Arts de l'avenue Daumesnil.
À la fin des années 2000, l'atelier Le Tallec subit les conséquences de la crise financière mondiale et voit son activité, très liée au marché américain et au taux de change dollar/euro en raison de ses liens avec Tiffany, baisser,. En 2014, à la suite de la décision de Tiffany de se séparer de l'atelier, et en l'absence de repreneur ou de solution viable, il ferme définitivement après près de 90 ans d'activité continue.

### Collection
Par passion personnelle autant que pour des raisons professionnelles, Camille Le Tallec fut également tout au long de sa vie un collectionneur, entre autres de porcelaines des différentes écoles et manufactures européennes du XVIe siècle au XIXe siècle, qui furent une source perpétuelle d'inspiration et des modèles pour les peintres de l'atelier: 

« De documents utiles cette collection s'est ensuite constituée pour le seul plaisir de posséder de beaux objets d'une matière qui [lui était] particulièrement chère. »

De 1935 à 1955 principalement, il a réuni une collection personnelle qui fut dispersée lors d'une vente aux enchères en 1990 par l'étude Tajan. De nombreux musées, dont le Louvre, le musée de la Faïence de Marseille, le musée de l'Île-de-France et collectionneurs acquirent les plus belles pièces.

## Distinctions
À partir de 1952, Camille Le Tallec fut membre de la section française de l'Académie des beaux-arts de Naples. Il reçoit la Médaille de vermeil de la Ville de Paris en 1970 et fut élevé au grade de Chevalier de la Légion d'honneur par Edgar Faure en 1976.